# Jean-Marc Lenglen
Jean-Marc Lenglen est un écrivain français. Il est notamment un des créateurs de l'émission télévisée pour la jeunesse Les Minikeums ainsi que de Kaeloo.

## Biographie
Le journal L'Idiot international lui ouvre ses colonnes où il écrit de nombreuses chroniques entre 1989 et 1992.
En février 1992, il réalise la revue de presse de l'émission Merci, et Encore bravo sur Antenne 2. Puis des caméras cachées et autres petites séquences corrosives.
On le prend pour un des fils spirituels d'Alexandre Vialatte et de Pierre Desproges, à ce sujet Lenglen ne manque pas de faire remarquer : « Pourquoi tant de gens veulent-ils que je ressemble à Pierre Desproges, alors que je n'ai pas envie de mourir d'un cancer à 45 ans ? ».

## Citations
- La souffrance étant tout ce qui reste aux misérables, quelle cruauté que de vouloir la partager !
- L'olivier est un arbre familier en Provence, à tel point qu'on l'appelle par son prénom.

Extraits de Pourquoi l'homme et quelle femme pour aller avec.